# Paulo von Poser
Paulo von Poser (São Paulo, 19 de outubro de 1960) é um artista plástico, arquiteto, desenhista, ceramista, ilustrador e professor brasileiro.

## Biografia
Neto de teuto-gaúchos, iniciou sua carreira artística desenhando retratos e paisagens, em seguida dedica-se também a cerâmica, gravura e ilustração. Durante os anos 1980’s, foi aluno e assistente dos artistas Flávio Império e Renina Katz.
Lecionou de 1986 a 2018 na Faculdade de Arquitetura e Urbanismo da Universidade Católica de Santos (UNISANTOS), e leciona desde 2007 na Escola da Cidade em São Paulo.

## Formação
Graduou-se em arquitetura pela Faculdade de Arquitetura e Urbanismo da Universidade de São Paulo (FAU-USP), em 1982.
Entre os anos de 2014 e 2015, conclui a pós graduação AES - Arquitetura Educação e Sociedade, na Escola da Cidade, apresentando a dissertação Desenho Coletivo, sob orientação da Dra. Mayra Rios e Dra. Cris Muniz.

## Obra
Em sua poética, Paulo von Poser expressa a influência da formação em arquitetura retratando o cenário urbano, sobretudo da cidade de São Paulo e mostra a capital paulista da perspectiva do transeunte. Há forte relação entre o trabalho de professor e desenhista, uma vez que as caminhadas com seus alunos alimentam a produção. Conhecido como “o artista das rosas”, ele não distingue as flores da cena urbana, e a rosa se torna o elemento colorido em meio à metrópole preta e branca. Para o artista, a rosa é a possibilidade de ir além, metáfora de sua criação artística.

## Bienais
Participa da 18ª Bienal de São Paulo em 1985, coordenando o projeto: A Criança e o Jovem na Bienal.
Em 2007, expôs na Bienal Internacional de Arte SIART, em La Paz – Bolívia, apresentando instalação com desenhos e pinturas.
Em 2013, participa em São Paulo da "30 x Bienal - Transformações na Arte Brasileira da 1ª à 30ª edição", com a atividade: "Ateliê Livre de Desenho".

## Prêmios
2018 - Prêmio Flower Design Award, em Matsuyama, Japão. Organizado pelo portal Designboom, em colaboração com Matsuyama Design Week. 

## Obras públicas
São Paulo: Durante o ano de 2007, desenha sobre cinco painéis com 3.500 mil azulejos, instalados permanentemente entre as tradicionais bancas de flores da Avenida Doutor Arnaldo, em São Paulo.
Santos: Durante o ano de 2008, produz desenho de 225 metros quadrados no teto do Teatro Guarany (1882).

## Publicações
Em 2010 publica o livro "Paulo von Poser – A Cidade e a Rosa", Luste Editores.
Em 2015 foi lançado o livro “Um Viaduto Chamado Minhocão”, com ilustrações de Paulo von Poser e poesias de Gil Veloso, editora Dedo de Prosa. .

## Obras em acervos permanentes de museus
Pinacoteca do Estado de São Paulo, Museu de Arte de São Paulo (MASP), Museu da Casa Brasileira (MCB), Museu de Arte Contemporânea (MAC USP), Museu Afro Brasil e Fundação Pinacoteca Benedicto Calixto, em Santos.

## Exposições individuais
- 2020 - Benedicto Vicentino - Museu Casa Martim Afonso - São Vicente/SP, Brasil [15]

- 2019 - À Deriva_SP - Solar da Marquesa - São Paulo/SP, Brasil [16]

- 2018 – São Paulo von Poser - Verve Galeria - São Paulo/SP, Brasil

- 2017 – Porto, Tempo, Paisagem - Fundação Pinacoteca Benedicto Calixto - Santos/SP, Brasil

- 2016 – Santos à Flor da Pele - Sh. Parque Balneário [17] - Santos/SP, Brasil

- 2012 - Floração - Museu de Arte Sacra - São Paulo/SP, Brasil [18] - Espaço Cultural B3- São Paulo/SP, Brasil

- 2007 – Heterotipias Paulistas - Bienal Internacional de Arte Siart [19] - La Paz, Bolívia

- 2005 – Flor na Arte e na Arquitetura [20] - Museu de Arte Moderna (MAM) - Rio de Janeiro/RJ, Brasil

- 2005 – Museus de São Paulo – Pinacoteca do Estado de São Paulo - São Paulo/SP, Brasil

- 2004 – Vistas de São Paulo – Galeria Collectors [21] - São Paulo/SP, Brasil

- 2002 – Desenhos de Concertos - Teatro Cultura Artística - São Paulo/SP, Brasil

- 2002 – Desenhando Concórdia - Memorial Attílio Fontana - Concórdia /SC, Brasil

- 2001 – Horizontes [22] – Galeria Francine - São Paulo/SP, Brasil

- 1999 – Rosas no Ar [23] - São Paulo/SP, Brasil

- 1999 – Rosas na Terra – Estúdio Guanabara - Rio de Janeiro/RJ, Brasil

- 1996 – Mar de Rosas – Espaço Ox [24] - São Paulo/SP, Brasil

- 1992 – Horas Bolas - Espaço Columbia  - São Paulo/SP, Brasil

- 1991 – A Presença – Espaço Useche [25] - São Paulo/SP, Brasil

- 1986 – O Modelo e seu Pensamento – Galeria Sadalla - São Paulo/SP, Brasil

- 1985 – 15 Caras – Traço Galeria de Arte - São Paulo/SP, Brasil

- 1984 – Figuras - Espaço Cultural DHL - São Paulo/SP, Brasil

- 1983 - Fenomeno y Processo Del Acto Creativo - Embaixada do Brasil em Assunção -  Assunção, Paraguai.

- 1983 – Algumas Cores de Piracicaba – Teatro Municipal Dr. Losso Netto - Piracicaba/SP, Brasil

- 1982 – O Desenho – Pinacoteca do Estado de São Paulo - São Paulo/SP, Brasil

- 1982 – Gesto de Gente - Faculdade de Arquitetura e Urbanismo da Universidade de São Paulo (FAU-USP) - São Paulo/SP, Brasil

## Exposições coletivas
- 2021 – Iluminarte – CJShops - São Paulo/SP, Brasil. [26]

- 2020 - UMA JANELA PARA A AMÉRICA LATINA - Memorial da América Latina - São Paulo/SP, Brasil.[27]

- 2019 – Amar em Tempos de Cólera - Verve Galeria - São Paulo/SP, Brasil.[28]

- 2018 - 70 Anos FAUS - Centro Universitário Maria Antônia - São Paulo/SP, Brasil.[29]

- 2017 – Mostra Solidão - Museu da Diversidade Sexual - São Paulo/SP, Brasil.

- 2017 - 300 Anos de Devoção Popular - Museu de Arte Sacra - São Paulo/SP, Brasil.

- 2017 – Carpintaria para Todos - Galeria Carpintaria - Rio de Janeiro/RJ, Brasil.

- 2017 – Ecce Hommo - Verve Galeria - São Paulo/SP, Brasil.

- 2017 - Yes! Nós Temos Biquini - Centro Cultural Banco do Brasil - Rio de Janeiro/RJ, Brasil.

- 2017 - Pomarium - Praça da Matriz - Cotia/SP, Brasil.

- 2016 – Sonhar o Mundo: Livres e Iguais - Museu da Diversidade [30] - São Paulo/SP, Brasil.

- 2015 - Festivalma XI - Parque Ibirapuera [31] - São Paulo/SP, Brasil.

- 2014 – Mostra Rios e Ruas - Praça Victor Cívita [32] - São Paulo/SP, Brasil.

- 2014 – Blow Up - Galeria Lume [33] - São Paulo/SP, Brasil.

- 2013 - Órbitas - Paulo von Poser e Florian Raiss - Galeria Lume [34] - São Paulo/SP, Brasil.

- 2013 – Visões da Metrópole - Galeria Smith [35] - São Paulo/SP, Brasil

- 2012 - Pelé - Lume Photos [36] - São Paulo/SP, Brasil

- 2007 – Cidade Objeto [37] – Paulo von Poser e Cristina Guerra - Mônica Filgueiras Galeria de Arte - São Paulo/SP, Brasil

- 2009 - Chapel Art Show - Colégio Maria Imaculada - São Paulo/SP, Brasil.

- 2009 – Acontecimentos da Natureza – Galeria Daslu, São Paulo/SP, Brasil.[38] - Galeria Daslu - São Paulo/SP, Brasil.

- 2007 – Une Rose au Calvaire - Paulo von Poser e Vera Lopes - Chemin D’Art [39] - Saint-Flour, França

- 2005 – Arte em Metrópolis - Instituto Tomie Ohtake - São Paulo/SP, Brasil

- 2006 – Você Está Aqui - Caixa Cultural- São Paulo/SP, Brasil [40] – Paulo von Poser e Cristina Guerra - Caixa Cultural - São Paulo/SP, Brasil

- 2004 – Prosas – Paulo von Poser e Mônica Vendramini - Mônica Filgueiras Galeria de Arte - São Paulo/SP, Brasil

- 2003 – ...De Rosas, Paisajes y Cabezas – Paulo von Poser, Florian Raiss e Luis Antonio Espinosa Filho - Práxis Internacional Art – Lima, Peru.

- 2003 – Israel e Palestina: Dois Estados para Dois Povos - SESC Pompéia - São Paulo/SP, Brasil.

- 2002 - Roses - Paulo Von Poser & Mônica Vendramini - Espace Quadra - Paris, França.

- 2000 – Cerâmica Brasileira/Construção de uma Linguagem – Centro Brasileiro Britânico - São Paulo/SP, Brasil

- 2000 – 4 artistas Teuto-Brasileiros – Pavilhão Câmara de Comércio Brasil - Hannover, Alemanha

- 2000 – IV Eletromídia de Arte – Exposição Virtual - São Paulo/SP, Brasil

- 1999 – 19 Cabeças – Galeria Adriana Penteado - São Paulo/SP, Brasil

- 1998 – Pratos para Arte – Museu Lasar Segall - São Paulo/SP, Brasil

- 1997 – O Desenho na Cidade – Bienal Internacional de Arquitetura de São Paulo - São Paulo/SP, Brasil

- 1995 – Hollywood Rock Grafite – Museu de Arte Moderna - São Paulo/SP, Brasil

- 1993 – Uma Fotografia Outra – Espaço Useche - São Paulo/SP, Brasil

- 1987 - O Mito Bardi - Galeria Arte Aplicada - São Paulo/SP, Brasil.

- 1985 – E o Desenho? - Espaço de Exposições Humberto - São Paulo/SP, Brasil -->